# Diplotremia
Diplotremia es un género de foraminífero bentónico de la familia Duostominidae, de la superfamilia Duostominoidea, del suborden Robertinina y del orden Robertinida. Su especie tipo es Diplotremia subangulata. Su rango cronoestratigráfico abarca el Triásico superior.

## Clasificación
Diplotremia incluye a las siguientes especies:
- Diplotremia subangulata